# Томаш Носек
Томаш Носек (чеськ. Tomáš Nosek; 1 вересня 1992, м. Пардубиці, Чехія) — чеський хокеїст, лівий/центральний нападник. Виступає за «Вегас Голден Найтс» у Національній хокейній лізі.
Вихованець хокейної школи ХК «Пардубице». Виступав за ХК «Хрудім», ХК «Пардубице», ХК «Градець-Кралове», ХК «Пардубице».
У чемпіонатах Чехії — 30 матчів (0+4).
У складі молодіжної збірної Чехії учасник чемпіонату світу 2012.

## Досягнення
- Чемпіон Чехії — 2012.
- Володар Кубка Стенлі в складі «Флорида Пантерс» — 2025.